# Автошлях Т 0616
Автошля́х Т 0616 — автомобільний шлях територіального значення у Житомирській області. Пролягає територією Звягельського району через Чижівку—Городницю. Загальна довжина — 28,8 км.

## Маршрут
Автошлях проходить через такі населені пункти:
| Автошлях Т 0616     |     |
| Житомирська область |     |
| Звягельський район  |     |
| Чижівка             | Р49 |
| Вербівка            |     |
| Мала Цвіля          |     |
| Ходурки             |     |
| Городниця           |     |